# Andreï Kareline (1837-1906)
Pour les articles homonymes, voir Andreï Kareline (1866-1928) et Kareline.
Andreï Ossipovitch Kareline (en russe : Карелин, Андрей Осипович) est un peintre et photographe russe des XIXe – XXe siècle, un des créateurs de la photographie de genre artistique, membre de la Société russe de photographie, premier président de la Société des artistes de peinture historique.

## Biographie
Andreï Ossipovitch Kareline est né le 16 juillet 1837 dans la sloboda Soldatska (devenue aujourd'hui le village de Selesni (oblast de Tambov). Il était le fils né hors mariage de Tatiana Ivanovna Karelina, fermière de son état. Il est mort le 13 août 1906 à l'âge de 69 ans à Nijni Novgorod.
En 1847, il part pour Tambov étudier la peinture d'icônes. Dix ans plus tard, en 1857 il entre à l'Académie des beaux-arts de Saint-Pétersbourg. C'est à cette époque qu'il se lance dans la photographie. En 1863, Kareline obtient deux petites médailles d'argent de l'académie pour ses travaux de dessin et ses études de la nature. Après avoir terminé ses études, il obtient le titre d'artiste libre.

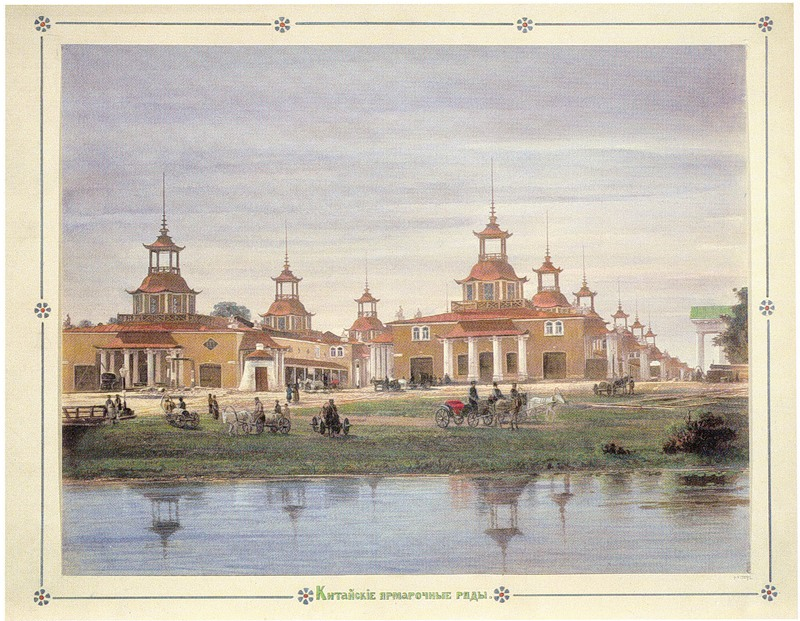
Série de foires chinoises. Aquarelle suivant une photo de Kareline par Ivan Chichkine

En 1865, avec sa première épouse née Eugénie Nikititchna Makarenko et ses enfants Lioudmila et Appolon, il déménage de Saint-Pétersbourg pour aller à Kostroma. À Kostroma, il s'occupe de peintures d'église, donne des leçons de peinture et réalise des portraits photographiques. Il travaille également dans l'atelier de peinture du maître photographe Mikhaïl Nastioukov. En 1866, son épouse meurt pendant l'accouchement du troisième enfant qui survit, Andreï Andreevich Kareline. Bientôt avec sa deuxième épouse, Olga Grigorievna, née Lermontova (apparentée à l'écrivain Mikhaïl Lermontov), et les trois enfants il part s'installer à Nijni Novgorod. En 1892, la famille vivait rue Moukovska dans la maison Goubine. Ils ont ensuite trois enfants : Olga, Tatiana et Raphaël.
À Nijni Novgorod, Kareline ouvre sa propre école de dessin et y enseigne jusqu'en 1905. En 1869, il ouvre un atelier de photographie: Photographie et peinture.
En 1870, Kareline ensemble avec le peintre Ivan Chichkine, crée un album intitulé Nijni Novgorod. Lors de la Foire de Nijni Novgorod, il ouvre un pavillon où il travaille à demeure.

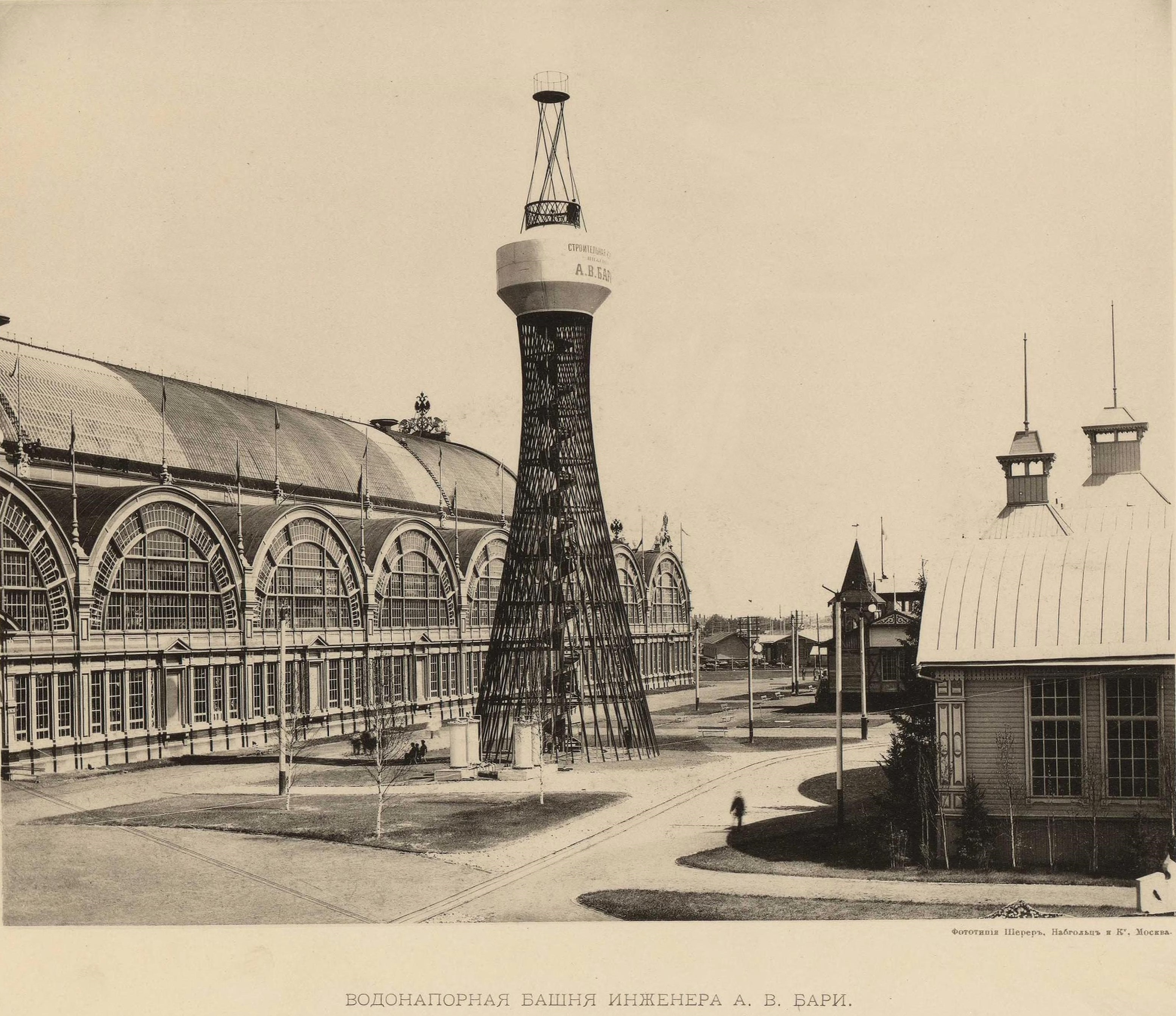
Première construction mondiale d'une structure hyperboloïde de l'ingénieur Vladimir Choukhov à Nijni Novgorod, en 1896, photo de Kareline

En 1873, il prend part à la VIe exposition mondiale de photographie de Vienne
En 1876, pour des portraits et des études photographiques d'après nature, il obtient la Grande médaille d'argent à l'exposition photographique spéciale de Paris. En outre, il obtient la médaille de bronze à l'exposition internationale de Philadelphie, pour le centième anniversaire de l'indépendance des États-Unis. À Édimbourg, il reçoit la médaille d'or de l'Académie royale de la ville d'Édimbourg.
En 1878, Kareline est admis à l'Académie nationale des arts de Paris en France. Il reçoit aussi un diplôme de la Société française de photographie et la médaille d'or de la VIIIe exposition internationale de Paris.
En 1879, l'empereur de Russie Alexandre III, lui décerne la médaille d'or pour avoir porté au cou le ruban de Saint-Stanislas lors de sa participation et les succès obtenus à l'Exposition international de Paris.

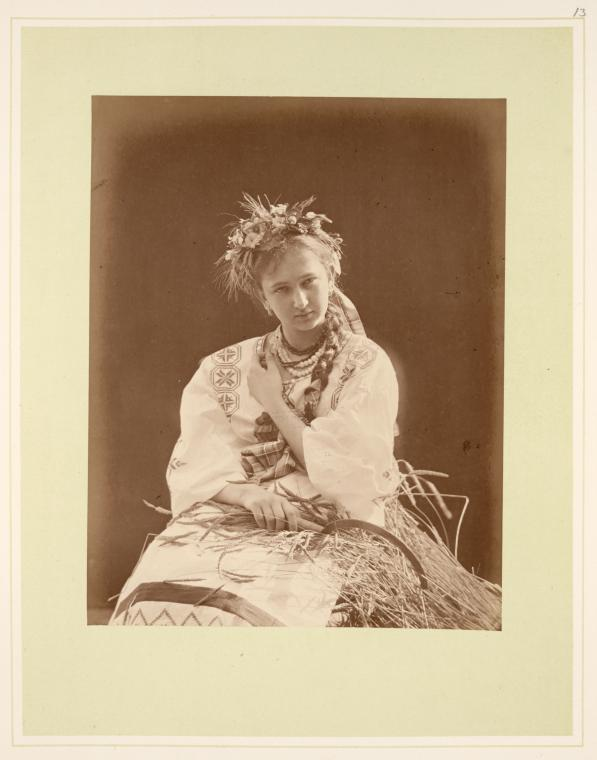
Paysanne, photographie de Kareline

En 1886, il publie son album Vues de Nijni Novgorod. En 1887, il réussit à faire à Iourievets, au nord de Nijni Novgorod, des photos d'une éclipse de soleil totale.
En 1898, il réalise des diapositives pour des démonstrations dans des écoles au moyen de sa lanterne magique.
Karelin a été élu membre de nombreuses sociétés d'étude: la Société des amateurs d'art de Nijni Novgorod, la Société des amateurs de sciences naturelles, d'anthropologie et d'ethnographie.
Andreï Ossipovitch Kareline meurt le 13 août 1906 et est inhumé au cimetière du monastère de l'Élévation-de-la-Croix de Nijni Novgorod. À la suite de la liquidation de ce cimetière dans les années 1950, sa sépulture a été transférée au cimetière Bougrovski.